# Xã Holt, Quận Fillmore, Minnesota
Xã Holt (tiếng Anh: Holt Township) là một xã thuộc quận Fillmore, tiểu bang Minnesota, Hoa Kỳ. Năm 2010, dân số của xã này là 271 người.